# Высшая переходная администрация Мадагаскара
Высшая переходная администрация Мадагаскара — временный исполнительный и законодательный орган Мадагаскара, созданный в результате Государственного переворота на Мадагаскаре в 2009 году, в результате которого был свергнут президент Марк Раваломанана, и к власти пришёл один из самых молодых руководителей государств мира в XXI веке Андри Радзуэлина. В ВПА многие посты занимает молодёжь.

## Состав правительства Альбера Камиля Виталя
- Андри Радзуэлина — президент
- Альбер Камиль Виталь — премьер-министр
- Андре Ндрианаридзауна — министр обороны
- Кристина Разанамахасоа — министр юстиции
- Оранэ Ракотомихантаризака — министр национальной безопасности
- Хадзу Адрианаинаривело — министр регионального развития
- Масимана Манатсоа — министр внутренних дел
- Бендза Разафимахалео — министр финансов и бюджета
- Жюльен Разафимандзато — министр культуры
- Огюстен Адриамананоро — министр телекоммуникаций
- Марио Ракотовао — министр экологии

## Состав правительства Омара Берзики
- Андри Радзуэлина — президент
- Жан Омар Берзики — премьер-министр
- Пьерро Раджаонаривело — министр иностранных дел
- Ролланд Раватоманга — министр сельского хозяйства
- Ольга Рамаласон — министр труда
- Гарри Лорен Рахаджасон — министр коммуникаций
- Эля Равеломанцоа — министр культуры и наследия
- Руфине Циранана — министр децентрализации
- Жюльен Ребодза — министр воды
- Режи Маноро — министр образования
- Иханта Рандримандранто — министр животных
- Нестор Радзафиндрорика — министр энергетики
- Этьен Хилари Радзафиндехибе — министр высшего образования
- Жан Андре Ндреманджари — министр технического образования и профессиональной переподготовки
- вакантно — министр экологии и лесного хозяйства
- Эри Раджаонаримампианина — министр финансов
- Табера Рандриамананцоа — министерство гражданской службы
- Генерал Люсьен Ракотоаримаси — министерство вооружённых сил
- Марсель Бернар — министр углеводородов
- Флоран Ракотоарисоа — министр внутренних дел
- Жак-Ульрих Рандриантиана — министр молодёжи и досуга
- Кристина Ранадзамахасоа — министр юстиции
- Даниэлла Рандрианфено Толотранди Раджо — министр
- Сильвиан Манорики — министр рыбного и океанского хозяйства
- Ольга Ваомалала Рамаросон — министр населения
- Андриаманжато Хун Хесина, министр почты, телекомуникации и новой технологии
- Елиза Зафитомбо Альбена, министр производственной промышленности
- Виктор Манантсоа, министр снабжения промышленности
- Жахита Ндахиманаджара (AVI), министр здравоохранения
- Police Controller-General Arsène Rakotondrazaka Арсене Ракотондразака, министр национальной безопасности
- Герард Ботралаху, министр спорта
- Джин Макс Ракотомамонжши (LEADER-Fanilo), министр туризма
- Бенжамина Ремерсел Ременентсое, министр транспорта
- Колонел Ботоменоветсере, министр общественной работы и методологии
- General генерал Рендиенезери, госсекретарь национальной жандармерии